# سلفات الكيراتان

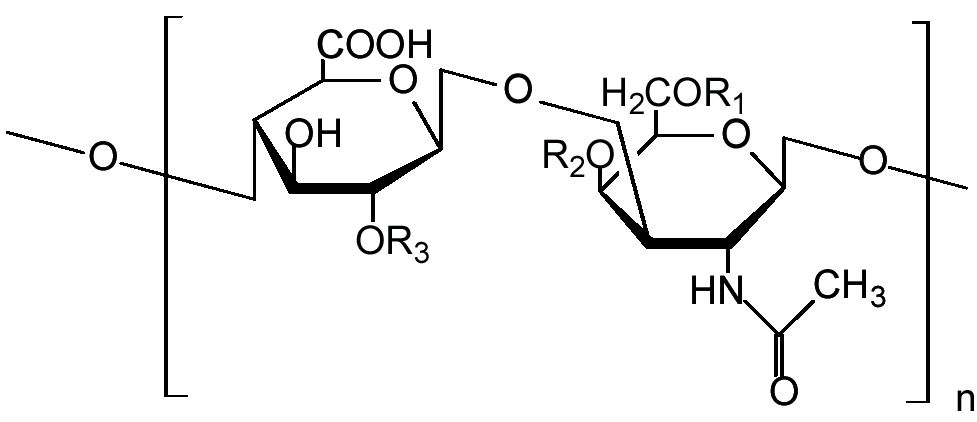

سلفات الكيراتان تسمى أيضا الكيراتوسلفات، هي واحدة من العديد من الكربوهيدرات السكرية (الكربوهيدرات الهيكلية) التي تم العثور عليها خاصة في قرنية العين والغضاريف والعظام. ويتم إنتاجه أيضًا في الجهاز العصبي المركزي حيث يشارك في التطور وفي تكوين ندبة الدبقية (عملية خلوية تفاعلية تحدث عند وقوع إصابة) بعد الإصابة. إن كبريتات كيراتان هي عبارة عن جزيئات كبيرة عالية الرطوبة تعمل على امتصاص الصدمات الميكانيكية في المفاصل.

## التركيب
مثل باقي غليكوزات الأمينوغليكان، يعتبر سلفات الكيراتان بوليمر خطي يتكون من سكريات ثنائية. يتم إنتاج سلفات الكيراتان كبروتيوغليكان، حيث تكون سلاسل سلفات الكيراتان مرتبطة بسطح الخلية أو ببروتينات نسيج بيني خارج الخلية، و تسمى البروتينات الاساسية. تتضمن بروتينات الكيراتوسلفات الأساسية: aggrecan ,lumican، keratocan، mimecan، fibromodulin، PRELP، osteoadherin, .
وحدة السكريات الثنائية الاساسية المتكررة هي -3Galβ1-4GlcNAcβ1- . ويمكن أن يتم كبريتيد الكربون هذا عند موضع الكربون 6 لأي من السكريات أحادية من نوع Gal أو GlcNAc أو كليهما. ومع ذلك، من الأفضل اعتبار البنية الأساسية التفصيلية لأنواع الكيراتوسلفات المحددة مكونة من ثلاث مناطق:
1. منطقة الربط، في أحد طرفيها ترتبط سلسلة الكيراتوسلفات بالبروتين الأساسي.
2. منطقة تكرار، تتألف من وحدة السكريات الاحادية المتكررة 3Galβ1-4GlcNAcβ1-.
3. منطقة تغطية متسلسلة، تحدث في الطرف المقابل من سلسلة الكيراتوسلفات إلى منطقة الربط بالبروتين.

السكر الاحادي مانوز يتو العثور عليه في منطقة الربط سلفات الكيراتان 1. السكريات الثنائية توجد في منطقة التكرار سلفات الكيراتان 2, حيث 70% من روابط سلفات الكيراتان 2 تعتبر من روابط سلفات الكيراتان 1.

## تصنيف سلفات الكيراتان
تم تعيين التصميمات سلفات الكيراتان 1و سلفات الكيراتان 2 في الأصل على أساس نوع النسيج الذي تم عزله من الكيراتوسلفات. تم عزل سلفات الكيراتان 1 من نسيج القرنية، بينما تم عزل سلفات الكيراتان 2 من الانسجة الهيكلية. يوجد فروقات في تركيت السكر الاحادي المكون للكيراتوسلفات عند استخراجه من المصدرين السابق ذكرهما، ايضاً لوحظت الفروقات نفسها عند استخراجه من نفس المصدر. و مع ذلك، الفروقات الكبيرة تكمن في طريقة ارتباط النوعين للكيراتوسلفات بالبروتين الاساسي الخاص بهما. النوعين سلفات الكيراتان 2 وسلفات الكيراتان 1 مختلفون بطريقة ارتباطهم بالبروتين. يرتبط سلفات الكيراتان 1 بأحماض أمينية من الأسباراجين محددة عبر إن-أسيتيل غلوكوز أمين و سلفات الكيراتان 2 مرتبط بـأحماض أمينية محددة من السيرين أو الثريونين عبرإن-أسيتيل غلوكوز أمين . لم يعد التصنيف القائم على الأنسجة الكيراتوسلفات موجودًا لأن أنواع الكيراتوسلفات قد ثبت أنها غير خاصة بالنسيج. كما تم عزل نوع ثالث من الكيراتو سلفات من أنسجة المخ المرتبط بأحماض أمينية محددة من السيرين أوالثريونين عبر مانوز.

## سلفات كيراتان 1 القرنية
كمية سلفات الكيراتان الموجودة في القرنية أعلى 10 مرات من الكمية الموجودة في الغضروف و 2-4 مرات أعلى من الكمية في الأنسجة الأخرى. تنتجها الخلايا القرنية، و يعتقد انها تلعب دوراً في ترطيب القرنية. في اضطراب تدريجي نادر يسمى ضمور القرنية البقعي، يكون إنتاج سلفات الكيراتان إما غائباً (النوع الأول) أو غير طبيعي (النوع الثاني).

## سلفات كيراتان 1 غير القرنية
السدرويدين والفيبرومودولين والـ PRELP هي بروتينات أساسية موجودة في العظام والغضروف، والتي يتم تعديلها بواسطة سلاسل الكيراتوسلفات المرتبطة. إن سلاسل KS المرتبطة بسلاسل السدرويدين والفيبرومودولين المرتبطة أقصر من تلك الموجودة في القرنية، وعادة ما تكون 8-9 وحدة من السكريات الاحادية في الطول. في حين أن كيراتوسلفات القرنية يتكون من عدد من المجالات التي تظهر درجات متفاوتة من الكبرتة قد يكون أطولها 832 وحدة سكر ثنائي في الطول. إن تركيب كيراتوسلفات الفيبرومودولين غير المختزل أكثر تشابكًا في البنية إلى الطرف غير القابل للخفض لنوع كيراتوسلفات الثاني. ولذلك يعتقد أن بنية الكيراتوسلفات تتحدد من خلال التوافر المحدد للأنسجة من ناقِلَةُ الغليكُوزيل [إنزيم] بدلاً من نوع الربط إلى البروتين الأساسي.

## سلفات كيراتان 2
غشاء الكيراتوسلفات 2 يكاد يكون مكبرةً بالكامل، ويتكون من مونومرات مفككة تنقطع أحيانا من مونومر إن-أسيتيل غلوكوز أمين أحادي الكلور. يعتبر الفوكوزيل شائعًا أيضًا مع الفوكوز المرتبط بطريقة ألفا الموجود في موضع الكربون 3 من GlcNAc الكبريتية، إلا في حالة القصبة الهوائية كيراتوسلفات حيث تكون هذه الميزة غير موجودة.